# Chileranthemum
Chileranthemum là chi thực vật có hoa trong họ Acanthaceae.